# Paulo José de Melo Azevedo e Brito
Paulo José de Melo Azevedo e Brito (Bahia, 1779 — 25 de setembro de 1848) foi um político brasileiro.
Foi vereador, deputado geral, presidente da província da Bahia, de 16 de outubro de 1840 a 26 de junho de 1841. Foi também senador do Império do Brasil, de 1846 a 1848.